# Mestre en Gai Saber
Mestre en Gai Saber és el títol honorífic atorgat pel consistori dels Jocs Florals de Barcelona, des de la seva restauració el 1859, i posteriorment pels Jocs Florals de la Llengua Catalana, celebrats a l'exili del 1941 al 1977, als poetes guanyadors dels tres premis ordinaris: l'Englantina d'or, la Flor Natural i la Viola d'or i argent. Un total de 74 persones han rebut aquesta distinció (cinc dones i seixanta-nou homes); el primer de rebre-la va ser Víctor Balaguer (1861) i, la més recent, Eva Moreno Bosch (2017).

## Llista de mestres en Gai Saber
| Any  | Nom                              | Referència    |
| ---- | -------------------------------- | ------------- |
| 1861 | Víctor Balaguer i Cirera         | [ 2 ]         |
| 1862 | Jeroni Rosselló Ribera           | [ 3 ]         |
| 1863 | Joaquim Rubió i Ors              |               |
| 1866 | Marià Aguiló i Fuster            |               |
| 1867 | Josep Lluís Pons i Gallarza      |               |
| 1868 | Adolf Blanch i Cortada           | [ 4 ]         |
| 1869 | Francesc-Pelai Briz i Fernàndez  |               |
| 1871 | Jaume Collell i Bancells         |               |
| 1873 | Tomàs Forteza i Cortès           |               |
| 1874 | Francesc d'Assís Ubach i Vinyeta | [ 5 ]         |
| 1875 | Frederic Soler i Hubert          | [ 6 ]         |
| 1877 | Àngel Guimerà i Jorge            | [ 7 ]         |
| 1878 | Damas Calvet de Budallés         | [ 8 ]         |
| 1880 | Jacint Verdaguer i Santaló       | [ 9 ] [ 6 ]   |
| 1883 | Josep Franquesa i Gomis          |               |
| 1885 | Ramon Picó i Campamar            | [ 3 ]         |
| 1887 | Terenci Thos i Codina            | [ 10 ]        |
| 1890 | Joaquim Riera i Bertran          |               |
| 1890 | Jacint Torres i Reyató           |               |
| 1892 | Josep Martí Folguera             | [ 11 ]        |
| 1893 | Ferran Agulló i Vidal            |               |
| 1896 | Anicet de Pagès i de Puig        | [ 12 ]        |
| 1897 | Francesc Matheu i Fornells       |               |
| 1898 | Francesc Badenes Dalmau          |               |
| 1900 | Guillem August Tell i Lafont     | [ 13 ]        |
| 1902 | Miquel Costa i Llobera           | [ 7 ]         |
| 1904 | Joan Maragall i Gorina           | [ 7 ]         |
| 1905 | Artur Masriera i Colomer         | [ 14 ]        |
| 1908 | Apel·les Mestres i Oñós          | [ 15 ]        |
| 1909 | Joan Alcover i Maspons           | [ 16 ]        |
| 1909 | Joan Maria Guasch i Miró         |               |
| 1910 | Josep Carner i Puig-Oriol        |               |
| 1910 | Llorenç Riber i Campins          | [ 17 ]        |
| 1912 | Eduard Girbal i Jaume            |               |
| 1914 | Manuel Folch i Torres            |               |
| 1917 | Frederic Rahola i Trèmols        |               |
| 1920 | Josep Maria Tous i Maroto        |               |
| 1922 | Antoni Navarro i Grauger         |               |
| 1926 | Ramon Garriga i Boixader         | [ 18 ] [ 19 ] |
| 1928 | Josep Estadella i Arnó           |               |
| 1931 | Joan Arús i Colomer              |               |
| 1931 | Josep Maria de Sagarra           |               |
| 1934 | Joan Llongueras i Badia          |               |
| 1936 | Felip Graugés i Camprodon        | [ 20 ]        |
| 1941 | Domènec Perramon i Torrús        | [ 6 ]         |
| 1949 | Mercè Rodoreda i Gurguí          | [ 6 ]         |
| 1953 | Agustí Bartra                    | [ 6 ]         |
| 1958 | Joaquim Boixés                   | [ 6 ]         |
| 1959 | Albert Manent                    | [ 6 ]         |
| 1961 | Ventura Gassol                   | [ 6 ]         |
| 1963 | Carles Pi i Sunyer               | [ 6 ]         |
| 1965 | Salvador Perarnau i Canal        |               |
| 1967 | Narcís Lunes i Boloix            | [ 6 ]         |
| 1971 | Ambrosi Carrion                  | [ 6 ]         |
| 1971 | Albert Junyent                   | [ 6 ]         |
| 1971 | Camil Geis i Parragueras         |               |
| 1972 | Màrius Sampere                   |               |
| 1972 | Andreu Caimari i Noguera         |               |
| 1972 | Guillem Colom i Ferrà            |               |
| 1973 | Ramon Muntanyola i Llorach       | [ 6 ]         |
| 1974 | Josep Lladó i Pascual            | [ 21 ]        |
| 1975 | Gabriel Mora i Arana             | [ 22 ]        |
| 1975 | Jaume Terrades                   |               |
| 1975 | Josep Serra i Janer              |               |
| 1976 | Oleguer Huguet Ferré             |               |
| 1977 | Lluís Gassó i Carbonell          |               |
| 1978 | Joan Valls i Jordà               |               |
| 1978 | Olga Xirinacs Díaz               | [ 23 ]        |
| 1987 | Lina Casanovas                   |               |
| 1990 | Gabriel Mora i Arana             | [ 22 ]        |
| 1991 | Anton Carrera i Busquets         | [ 24 ]        |
| 2006 | Teresa Costa-Gramunt             | [ 25 ]        |
| 2017 | Eva Moreno Bosch                 | [ 26 ]        |